# Classic de l'Ardèche 2023
La Classic de l'Ardèche 2023 fou la 23a edició de la Classic de l'Ardèche. La cursa es va disputar el 25 de febrer de 2023 i formava part del calendari de l'UCI ProSeries 2023 amb una categoria 1.Pro.
El vencedor final fou el francès Julian Alaphilippe (Soudal Quick-Step), que s'imposà a l'esprint al seu company d'escapada, el també francès David Gaudu (Groupama-FDJ). El danès Mattias Skjelmose Jensen (Trek-Segafredo) completà el podi.

## Equips
En aquesta edició hi van prendre part 21 equips:
| WorldTeams (13)- AG2R Citroën Team - Arkéa-Samsic - Astana Qazaqstan Team - Bora-Hansgrohe - Cofidis - EF Education-EasyPost - Groupama-FDJ - Intermarché-Circus-Wanty - Soudal Quick-Step - Team DSM - Team Jayco AlUla - Trek-Segafredo - UAE Team Emirates ProTeams (6)- Bingoal WB - Israel-Premier Tech - Lotto Dstny - TotalEnergies - Tudor Pro Cycling Team - Uno-X Pro Cycling Team Equips continentals (2)- CIC U Nantes Atlantique - Saint Michel-Mavic-Auber 93 |
| |

## Classificació final
| \| Classificació general \| Classificació general \| Classificació general \| Classificació general \| Classificació general \| \| Corredor \| Corredor \| Equip \| Temps \| \| \| --------------------- \| -------------------------- \| ------------------------ \| --------------------- \| --------------------- \| \| 1r \| Julian Alaphilippe \| Soudal Quick-Step \| 4h 22' 50" \| \| \| 2n \| David Gaudu \| Groupama-FDJ \| + 0" \| \| \| 3r \| Mattias Skjelmose \| Trek-Segafredo \| + 31" \| \| \| 4t \| Victor Lafay \| Cofidis \| + 31" \| \| \| 5è \| Romain Grégoire \| Groupama-FDJ \| + 43" \| \| \| 6è \| Felix Gall \| AG2R Citroën Team \| + 43" \| \| \| 7è \| Lorenzo Rota \| Intermarché-Circus-Wanty \| + 43" \| \| \| 8è \| Guillaume Martin \| Cofidis \| + 51" \| \| \| 9è \| Rui Alberto Faria da Costa \| Intermarché-Circus-Wanty \| + 54" \| \| \| 10è \| Pierre Latour \| TotalEnergies \| + 54" \| \| |                            |                          |            |
| |                            |                          |            |
| Font: ProCyclingStats |                            |                          |            |
| Classificació general |                            |                          |            |
| Corredor | Corredor                   | Equip                    | Temps      |
| 1r | Julian Alaphilippe         | Soudal Quick-Step        | 4h 22' 50" |
| 2n | David Gaudu                | Groupama-FDJ             | + 0"       |
| 3r | Mattias Skjelmose          | Trek-Segafredo           | + 31"      |
| 4t | Victor Lafay               | Cofidis                  | + 31"      |
| 5è | Romain Grégoire            | Groupama-FDJ             | + 43"      |
| 6è | Felix Gall                 | AG2R Citroën Team        | + 43"      |
| 7è | Lorenzo Rota               | Intermarché-Circus-Wanty | + 43"      |
| 8è | Guillaume Martin           | Cofidis                  | + 51"      |
| 9è | Rui Alberto Faria da Costa | Intermarché-Circus-Wanty | + 54"      |
| 10è | Pierre Latour              | TotalEnergies            | + 54"      |